# Port Limassol
Port Limassol (gr. Λιμάνι της Λεμεσού) – największy port morski na Cyprze, położony w mieście Limassol.

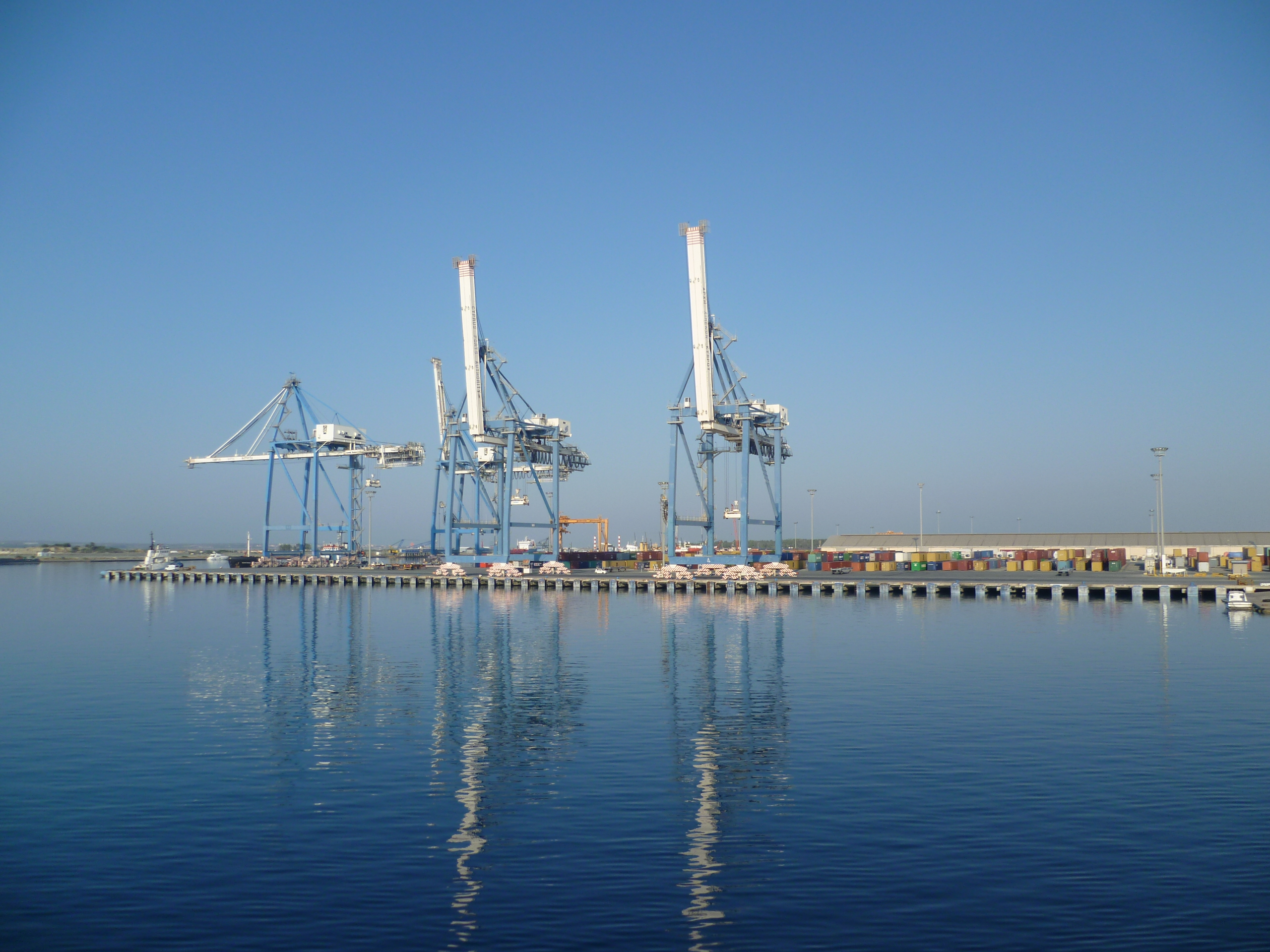
Żurawie w porcie

Port zaczął operować w 1974 roku po inwazji tureckiej na Cypr, kiedy Port w Famaguście, znalazł się na terenie Cypru Północnego (port ten obsługiwał 83% ładunków na Cyprze). W 2010 roku Port Limassol obsłużył 3,69 milionów ton ładunku i 380 278 pasażerów.
Stary Port Limassol był kiedyś głównym portem Limassol, od jego budowy (w obecnej formie) w 1956 roku do czasu, kiedy nowy port został uruchomiony w 1974 roku. Jego pierwotne fundamenty położono pod koniec XIX wieku, gdy Cypr był kolonią brytyjską. Do 1974 roku włącznie brytyjska jednostka RAF 1153 Marine Craft Unit (MCU) stacjonowała w zachodniej części portu. Obecnie służy jako miejsce wypoczynku, port rybacki i baza straży przybrzeżnej. W wyniku konkursu architektonicznego sporządzono plany przebudowy tego obszaru i przekształcenia go w bardziej funkcjonalne centrum rekreacyjne. Z tego powodu Stary Port został oficjalnie zamknięty, a projekt rozpoczął się z pewnymi opóźnieniami pod nazwą Limassol Marina w 2010 roku.